# 花折峠
花折峠（はなおれとうげ）は、滋賀県大津市の葛川坂下町と伊香立途中町の間にある峠。標高591mで、鯖街道（若狭街道）において最も難所といわれた峠である。また、安曇川と和邇川の分水嶺となっている。
国道367号はトンネルになっているが、もとの峠道も旧道として現存している。

## 概要
鯖街道沿線にある葛川明王院への参拝者が、仏前へ供えるシキミを峠付近で摘んだことが名称の由来となった。
国道367号は「花折トンネル」（標高500m、詳細は後述）で貫いており峠の交通を成している。このほか、旧道となった峠道（標高591m）も現存しており、長距離自然歩道のひとつである近畿自然歩道「鯖街道・花折峠のみち」コースの一部となっているほか、南比良（蓬萊山など）への登山道にもなっている。

## 道路状況
旧道は細いつづら折れの道路で、かつては「警笛鳴らせ」の標識が設けられる位の自動車が快適に通行しがたい道路であったといえる。峠には高さ1.2mの「花折峠」と書かれた石碑が立つ。

### 花折トンネル
花折トンネル（はなおれトンネル）は、峠の直下を貫く国道367号のトンネルである。片側1車線の道路および歩道（かなり狭い）が設けられている。
花折峠はカーブが多く交通の難所であり、1975年（昭和50年）6月にトンネルが新設で難所が解消された。
大津市街地・途中越方面から進むと、この花折トンネルのほか、葛川バイパスの牛の鼻トンネル・行者山トンネル・坂下トンネルと4つのトンネルが連続しているが、その中では最長のトンネルである。なお、当トンネルは1975年に竣工したが、葛川バイパスの供用開始時期は2000年代になってからであった。国道367号の全線にわたる改良が進んだ結果、京都市や大津市と福井県小浜市などを結ぶ主要なルートのひとつとなっている。

#### トンネルの要目
- 区間：滋賀県大津市伊香立途中町 - 同市葛川坂下町
- 竣工：1975年5月
- 延長：727m
- 幅員：6.0m （片側1車線の道路と歩道を設置）

## 位置情報
- 北緯35度11分14.5秒 東経135度51分36.5秒 / 北緯35.187361度 東経135.860139度

## 峠へのアクセス
- 路線バス
  - 花折峠口または平バス停。
- 自動車
  - 京都市および大津市街地方面からは、途中越より国道367号を北上。
  - 高島市朽木方面からは、国道367号を南下。